# Torild Skogsholm

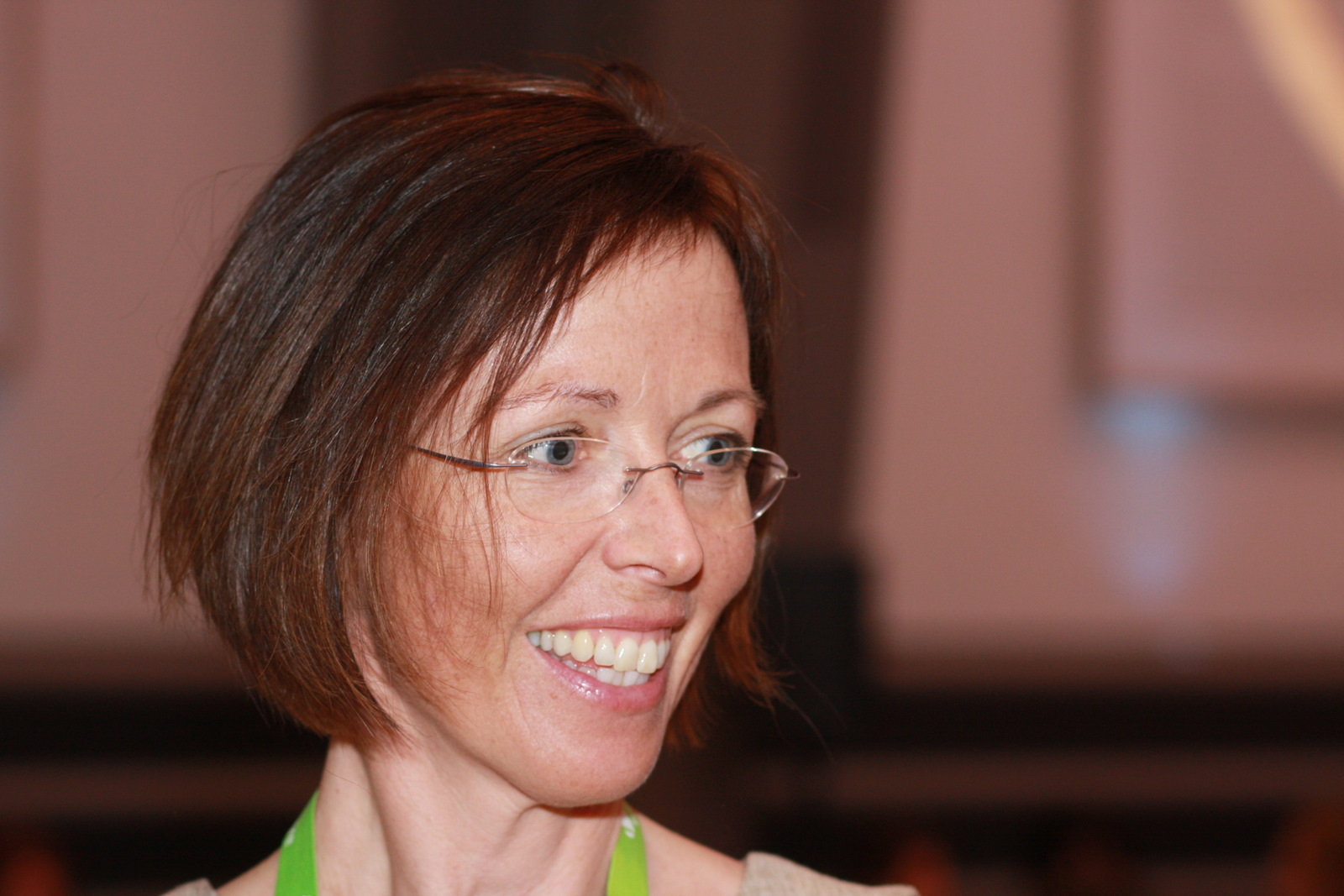
Torild Skogsholm (2009)

Torild Skogsholm (* 18. Oktober 1959 in Bodø) ist eine norwegische Politikerin der liberalen Partei Venstre. An der Universität Oslo hat sie Ökonomie, Spanisch und Christentum studiert. Vom 19. Oktober 2001 bis zum 17. Oktober 2005 war sie als Nachfolgerin von Terje Moe Gustavsen norwegische Verkehrsministerin im Kabinett von Kjell Magne Bondevik. 2005 wurde sie zum Kommandeur des Sankt-Olav-Ordens ernannt.